# Билликэн
Билликэн — лёгкая посуда для готовки в виде металлического ведра, обычно используется для кипячения воды, приготовления чая, кофе или приготовления пищи над костром, или для переноса воды. Эта посуда чаще известна просто как билли или изредка как банка-билли — англ. billy can (жестянка-билли — англ. billy tin или кастрюля-билли — англ. billy pot в Канаде).

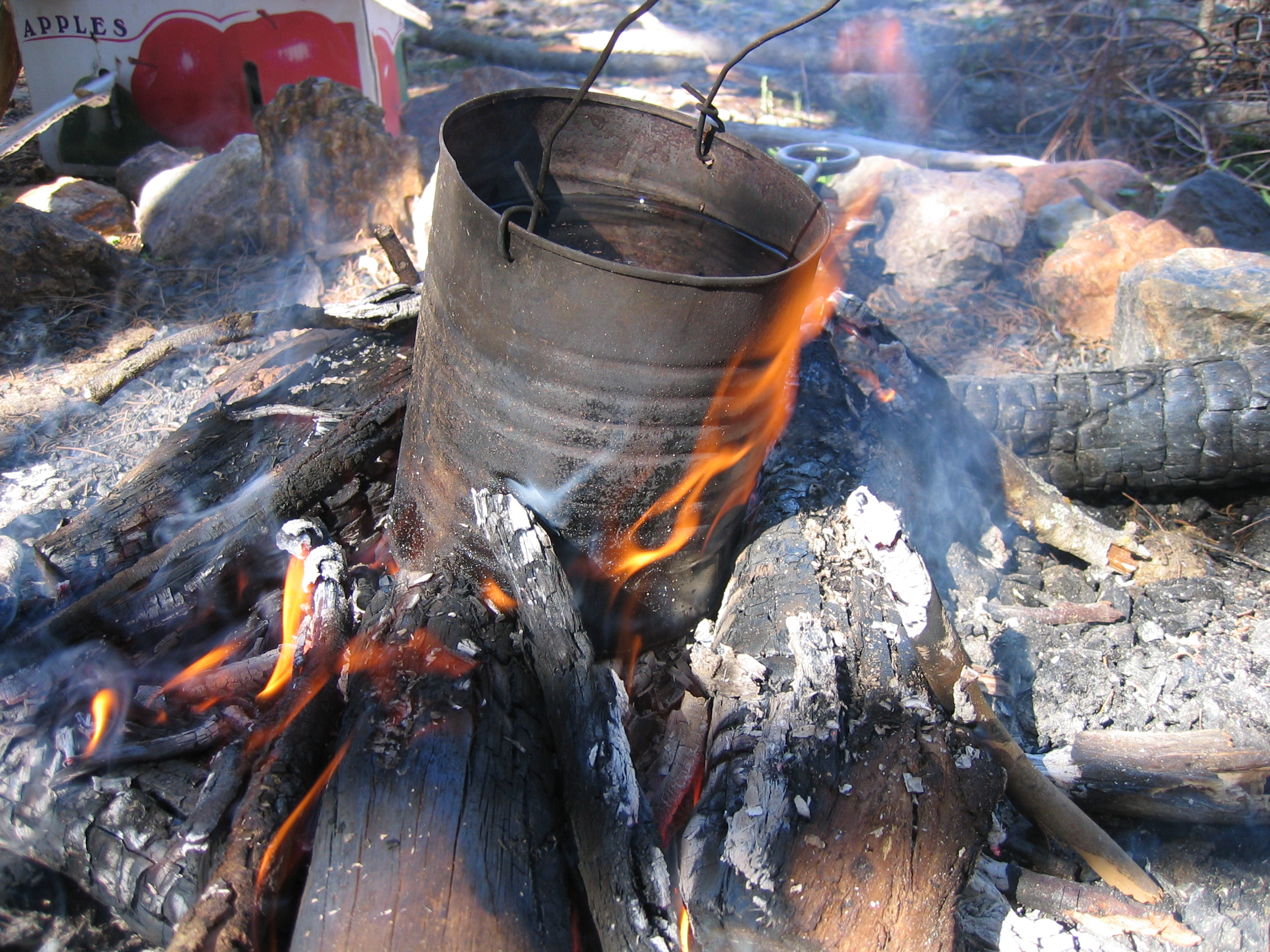
Традиционный билли на костре

Термин билли или билликэн особенно часто употребляется в Австралии, но он также используется в Новой Зеландии, Великобритании и Ирландии.
Широко принято, что термин «билликэн» происходит от больших металлических банок, использовавшихся для длительного хранения тушёного мяса или солонины на судах, прибывавших в Австралию, или во время разведки в аутбэке, которые после использования приспосабливались для кипячения воды над огнём, однако есть предположение, что слово может ассоциироваться с билла аборигенов (что означает вода; ср. Биллабонг).
В Австралии билли стала символизировать дух исследования глубинки и является широко распространённым символом жизни в буше, хотя в настоящее время рассматривается в основном как символ давно минувших времён.
«Вскипятить билли» чаще всего означает заварить чай. «Билли Чай» (Billy Tea) — это название популярной марки чая, которая давно продаётся в австралийских продуктовых магазинах и супермаркетах. Билли представлены во многих рассказах и стихах Генри Лоусона. Самая известная из многих ссылок на билли у Банджо Патерсона — это, безусловно, в первом стихе и припеве Вальсинга Матильды: «И он пел, когда смотрел на старый кипящий билли», который позже сменила «Чайная компания Билли» на «И он пел, наблюдая и ждал, пока его билли закипела…»